# Leptobatopsis badia
Leptobatopsis badia là một loài tò vò trong họ Ichneumonidae.